# Peveragno
Peveragno (piemontesisch Povragn, okzitanisch Pouvranh) ist eine Gemeinde in der italienischen Provinz Cuneo (CN), Region Piemont.

## Lage und Einwohner
Peveragno liegt 12 km südöstlich von der Provinzhauptstadt Cuneo entfernt, am Fuße des Monte Bisalta (2231 m).
Das Gemeindegebiet umfasst eine Fläche von knapp 68 km² und hat 5498 Einwohner (Stand 31. Dezember 2023), die sich auch auf die sieben Fraktionen (Frazioni) Borello, Madonna dei Boschi, Montefallonio, Pradeboni, San Giovenale, San Lorenzo und Santa Margherita aufteilen.
Die Nachbargemeinden sind Beinette, Boves, Chiusa di Pesio, Cuneo und Limone Piemonte.

## Geschichte

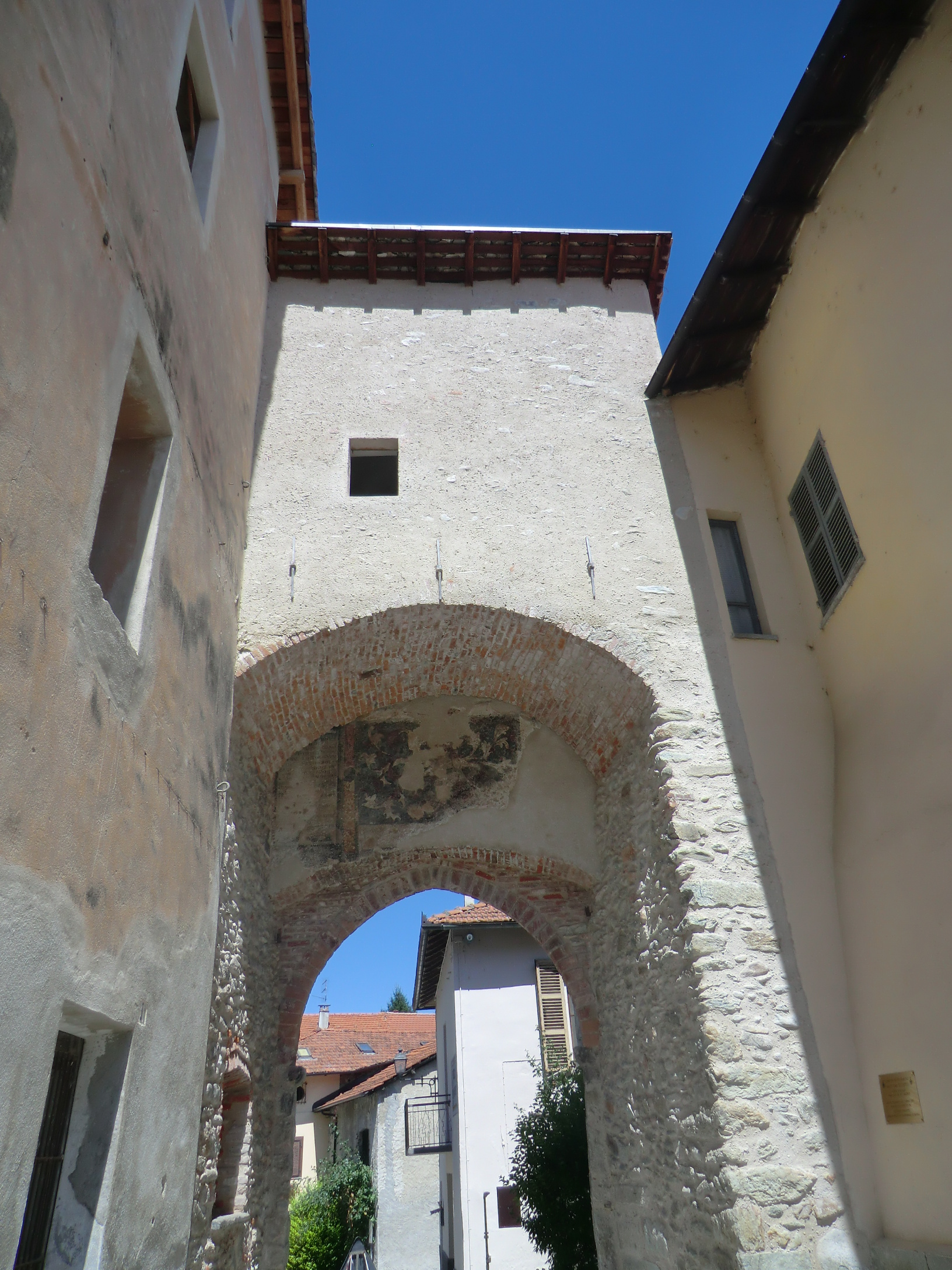
Stadttor

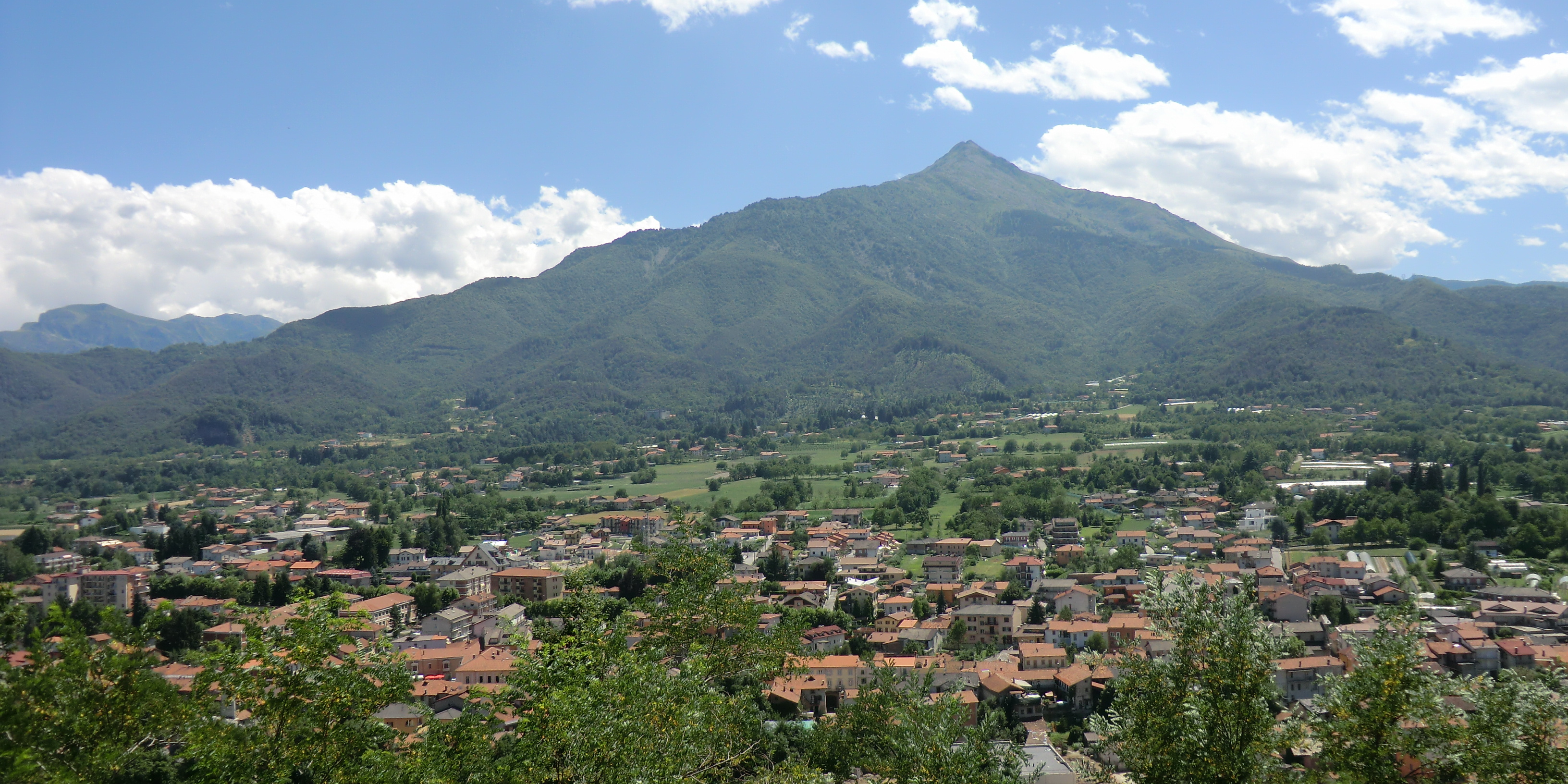
Panorama von Peverangno mit dem Monte Bisalta im Hintergrund

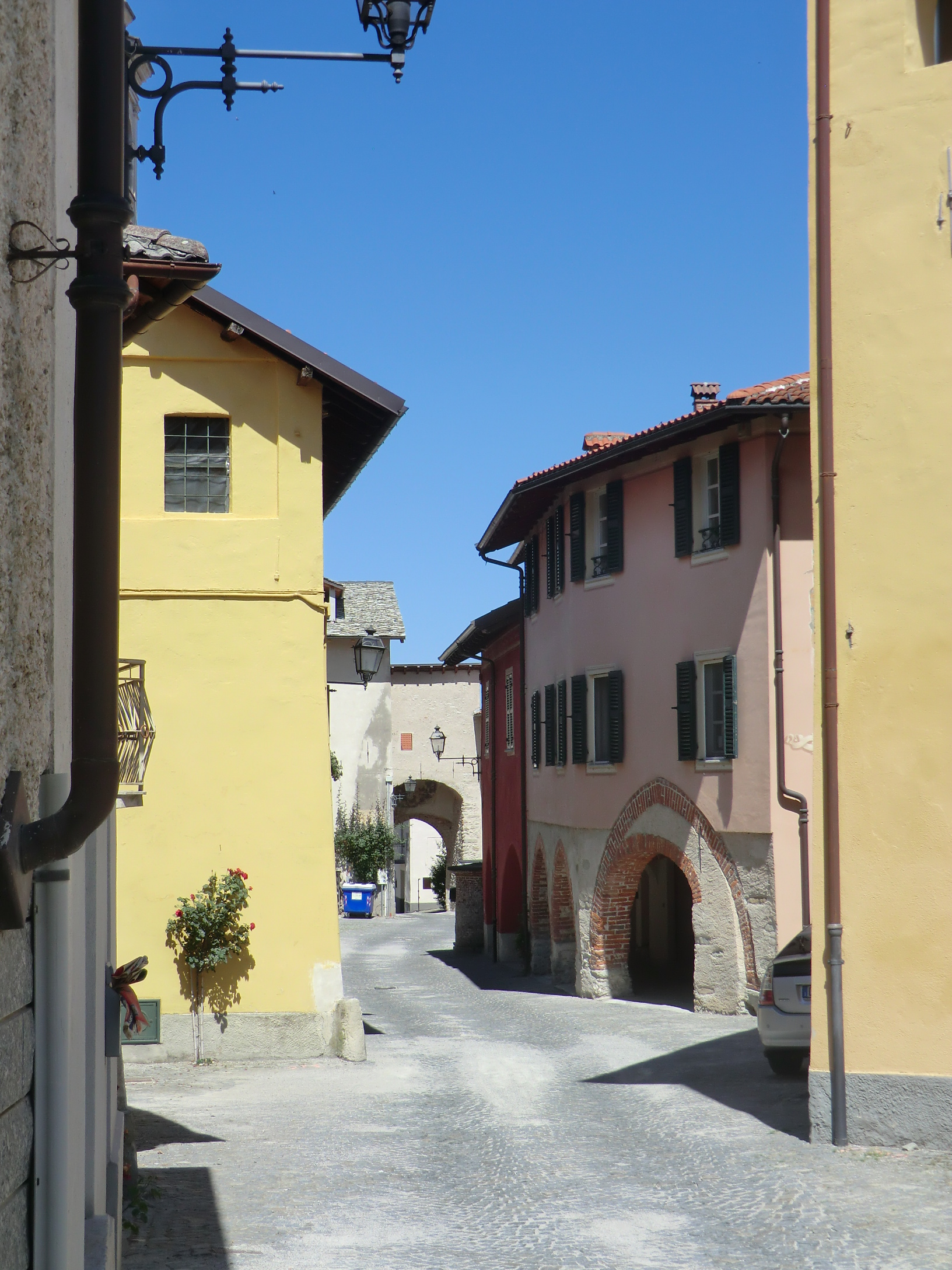
Straße in Peveragno

Die Dokumentation des Ortsnamens stammt aus dem Jahr 1041 und erscheint mit „de Peveragni“, was die Fortsetzung eines starren Pluralablativs „Papirianis“ darstellt, der mit dem Suffix -ANUS auf dem lateinischen Adelsnamen PAPIRIUS gebildet wird.
Es gibt nur wenige historische Informationen über die frühen Ereignisse des Dorfes. Wie Funde aber beweisen war die Gegend schon in vorchristlicher Zeit bewohnt. Es gehörte zunächst dem Bischof von Asti. Anschließend wurde es Teil des Bezirks Cuneo. Im Jahr 1396 ging es an die Familie Acaia über und später gelangte es an die Familie Savoyen, die es dem Marquis Cesare Amedeo Boglio belehnte.
Im Jahr 1500 fiel das Gespenst der Inquisition. Dutzende Menschen aus der Peveragne wurden mit Unterstützung der Dominikaner, die Ruinen des Klosters sind noch heute auf der Piazza San Domenico zu sehen, vom furchterregenden Inquisitor Biagio de Berra auf dem Scheiterhaufen verbrannt. Im Jahr 1621 übernahm die Herrschaft Grimaldi Peveragno und Boves, die Peveragno mit Höhen und Tiefen bis zum Ende des 17. Jahrhunderts regierte.
Im Jahr 1800 begann eine Phase des demografischen Wachstums, die dazu führte, dass die Stadt im Jahr 1881 7.878 Einwohner erreichte.
Am Montagmorgen, dem 10. Januar 1944, einem Markttag, kam es in Peveragno zu der heftigsten nationalsozialistischen Repressalien. Aufgrund der Entdeckung dreier toter deutscher Soldaten auf Peveragno-Gebiet wurden 30 unbewaffnete Männer gefangen genommen und auf verschiedene Weise getötet. Bis heute gibt es in der Stadt einen Platz, der diesem Massaker gewidmet ist (Piazza 30 Martiri, ehemalige Piazza Paschetta).

## Sehenswürdigkeiten
- Pfarrkirche San Giovanni Battista von 1770
- Pilgerhaus aus dem 14.–15. Jahrhundert
- Ricetto-Bogen aus dem 15. Jahrhundert
- Kirche Santa Maria del Paschero im Stil des 18. Jahrhunderts;
- Kirche der Bruderschaft San Pietro in Vincoli mit einer wunderschönen Terrakotta-Fassade und Innendekoration aus dem frühen 19. Jahrhundert
- die alte Burg, von der nur noch wenige Ruinen übrig sind.

## Persönlichkeiten
- Vittorio Bersezio, (* 1828 in Peveragno; † 1900 in Turin), italienischer Dichter und Journalist.